# 2-я гвардейская дивизия (Япония)
2-я гвардейская дивизия (яп. 近衛第2師団, коно дай-ни сидан) — гвардейская пехотная дивизия Императорской армии Японии. Образована в июне 1943 года на основе подразделений Императорской гвардии.
В состав дивизии входили:
- 3-й гвардейский пехотный полк
- 4-й гвардейский пехотный полк
- 5-й гвардейский пехотный полк
- Гвардейский разведывательный полк
- 2-й гвардейский полк полевой артиллерии
- 2-й гвардейский полк полевых инженеров
- Вспомогательные подразделения

Распущена после окончания Второй мировой войны.